# 黑茶山空難
黑茶山空难，或称四八空难，是1946年4月8日在中国山西省兴县黑茶山发生的一起空难，一架由重庆飞往延安编号为43-16360的C-47因天气迷失航向，导致撞毁在延安东北方向的山西省兴县黑茶山。机上乘客14人、机组成员4人（美国人）全部罹难，罹难者包括中共中央委员王若飞、秦邦宪（博古），新四军军长叶挺，中共中央职工运动委员会书记邓发。

## 经过
1946年4月8日，编号43-16360的C-47运输机由重庆白市驿机场起飞，飞机在西安经停。起飞不久，飞机与美军延安观察组取得联系。12时25分，飞机在陕西甘泉上空同延安电台联络一次。之后中断联络。下午2时左右，飞机经延安上空，但延安当时小雨，云雾浓重，无法降落。飞机返航时迷失方向，误向晋绥边区方向飞去，撞毁在山西省兴县黑茶山。9日至11日，延安通过重庆方面派出美军飞机，在陕甘宁边区境内搜寻，但无结果，11日夜，晋绥边区向中共中央报告，在黑茶山发现坠毁飞机，机上18人全部遇难。

## 遇难人员
- 王若飞、秦邦宪（博古）：中共中央委员，当时在重庆参与修改宪法草案[3]:429。由于国共双方存在重大分歧，二人须回延安汇报请示[3]:439。
- 邓发：中共中央职工运动委员会书记，从巴黎参加世界工会代表大会和第二十七届国际劳工大会归来，携带毕加索赠毛泽东的油画[4]。
- 叶挺：新四军军长，皖南事变中被俘，1946年3月4日获释。此时返回延安参加整军工作会议。同行的有夫人李秀文、女叶扬眉、子叶阿九、保姆高琼。
- 李少华、彭踊左、魏万吉、赵登俊：八路军重庆办事处军官。
- 黄齐生：王若飞舅父，教育家，较场口事件后从延安来慰问伤者，此时结束活动返回延安[5]。同行的有其侄孙，青年音乐家黄晓庄[6]。
- 美军机组成员：兰奇上尉（C·E·Lange），瓦伊斯上士（Dallas Wise）、迈欧上士（M·S·Maier）、马尔上士（TE·R·Martin）

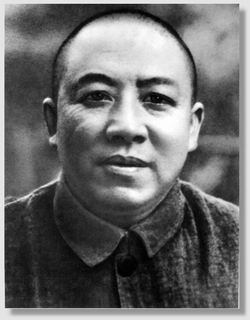
王若飞
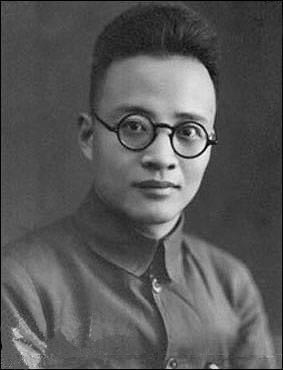
秦邦宪（博古）
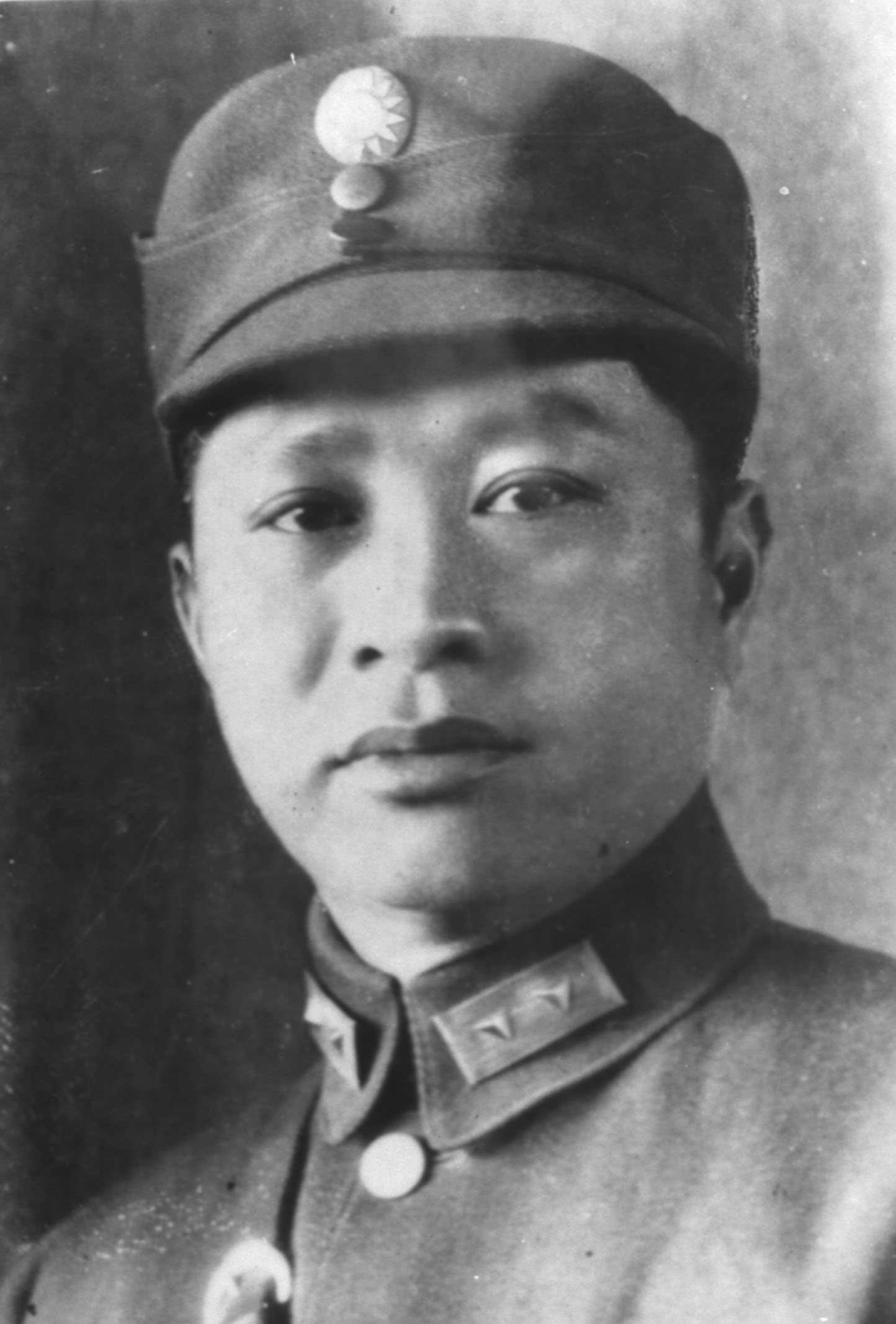
叶挺
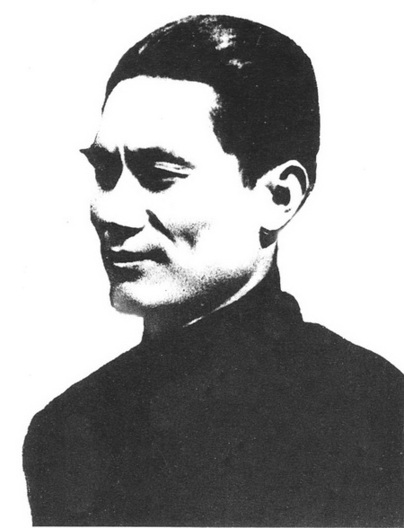
邓发

## 纪念
千人万人的眼泪汇成了海洋。

浇不息的烈火呵燃烧着你们的胸膛。

你们的躯体化为了一片红光，

你们如火焰天使自天而降。

宇宙的黑暗也得向你们投降，

人民的前途照耀得光明无量。

……

这是你们的呼声如雷震响。

永远领导着我们呀，火中的凤凰。

领导着我们高涨到千丈，万丈，万万丈，

我们要把法西斯魔鬼们扫数灭亡，

空难发生后，中共决定将遗体从黑茶山运往岚县机场，再运延安:440，当地民众知道此事后，灵柩过处，群众跪伏道上，拦路吊祭，扶棺痛哭，深致哀悼:445-446。4月15日，中共在延安党校大礼堂举行干部大会，悼念烈士，大会推选毛泽东、朱德、刘少奇、任弼时、康生、彭德怀、林伯渠、贺龙、习仲勋、徐向前、蔡畅15人为主席团成员，林伯渠主持悼念活动。秦邦宪夫人张越霞、邓发夫人陈慧清、黄齐生孙女黄晓芬等烈士遗属参加悼念活动。4月17日，中共中央晋绥分局在岚县机场举行了公祭:447。4月18日，在晋绥边区公安总局局长谭政文等人护送下，飞机载着遗体抵达延安，当夜中共委员轮流守灵:450。毛泽东在《解放日报》上发表悼词说：“为人民而死，虽死犹荣。”毛泽东以中共中央名义题写了一副挽联：“天下正多艰，赖斗争前线，坚持民主，驱除反动，不屈不挠，惊听凶音哀砥柱；党中留永痛，念人民事业，惟将悲痛，化成力量，一心一德，誓争胜利慰英灵。”朱德提词：“为全国人民和平民主团结而牺牲。”周恩来写了《“四八”烈士永垂不朽》的悼念文章。19日，延安各界举行公祭追悼大会和遗体安放仪式，烈士墓地选在延安城郊王家坪北侧、清凉山下的飞机场旁，修建烈士陵园；延安《解放日报》编辑悼念“四八”烈士专刊:456。中共解放区各地开展纪念活动。
空难后，位于重庆各报刊登新华社的电讯，报道了王若飞等人空难的消息。重庆《新华日报》刊登中国共产党代表团周恩来、董必武、吴玉章、陆定一、邓颖超联合具名的《讣告》，正式向社会各界报告王若飞等遇难的消息。一时间，重庆中共代表团驻地轮流招待吊唁者。4月19日上午9时，重庆各界追悼王若飞、博古、叶挺、邓发诸先生大会在重庆青年馆举行，大会由李公朴主持，张澜主祭，周恩来、沈钧儒、孙科、邵力子等人陪祭:453。4月30日，由宋庆龄、左舜生、黄炎培、柳亚子、马寅初、陶行知、许广平、叶圣陶、夏衍、潘梓年等人发起，上海各界在玉佛寺举行追悼大会:454-455。
1957年，中共从党费中拨出100多万元，将延安东关机场的陵园迁至王家坪。1970年，王家坪因建造延安革命纪念馆，四八烈士陵园再迁至李家村。陵园北靠大山，面对延河。主体建筑为六层石阶陵墓台，排列27位烈士墓碑，最上层为王若飞、秦邦宪、叶挺、项英、邓发、张浩、关向应、郑耀南墓碑。1992年，又建纪念塔祭:459。
叶挺长子叶正大因此事件，日后决定学习飞机制造专业。1949年，他进入五年制的莫斯科航空学院飞机制造系学习。

## 事件调查
对于“四八空难”的失事原因。中共方面对此空难抱有怀疑，派晋绥公安总局顾逸之调查。顾逸之在调查后，书面报告中，明确飞机是因云雾浓重、低空飞行导致撞山起火，排除了人为爆炸的可疑迹象；也提出了对飞行迷失方向和仪表问题等疑点。当时正值国共和谈时期，只能对外宣称是一起意外。据叶挺之子叶正大回忆，周恩来1951年时认为，座机失事肯定是国民党特务做了手脚，但因局势且无确凿证据而不好直说。
2003年，期刊《档案时空》中刊发了《叶挺将军座机失事真相揭秘》一文，称时任军统中美合作所特工队长的杜吉堂陈述，当年他受军统组织策划了此次空难。杜吉堂称飞机在西安经停时，其找到下属王平虎安排杨耀武混到检修人员当中，在检修飞机时把磁铁放在了飞机高度表和磁罗表的反面。2006年，秦邦宪之子秦铁、叶挺之子叶正大、王若飞之子王兴、邓发之子邓北生等人查找媒体逢事件60周年、葉挺誕辰110周年而纷纷转载的该报道的最原始出处，但未能找到，经各种渠道询问，得出结论是没有“杜吉堂”这个人。秦铁口述认为，这篇文章漏洞百出：其一，国共会谈期间，双方行动都是透明的，博古等人离开重庆，报纸公开报道，国民党一些官员还到重庆机场送行，所以国民党特务刺探到这一条情报，是无稽之谈。其二，驾驶这架C-47的是美国“飞虎队”的飞行员，国民党特务不会有胆量连美国人也害。故此秦铁认为，“四八空难”还是场意外。
另据报道，关于失事原因，还有葉正大弟弟葉正光于2005年听新加坡朋友转述的燃油被特务更换说，以及飛機設計專家葉正大从航空技術角度得出的仪表定时破坏说。